# Rosette (océanographie)
Pour les articles homonymes, voir Rosette.

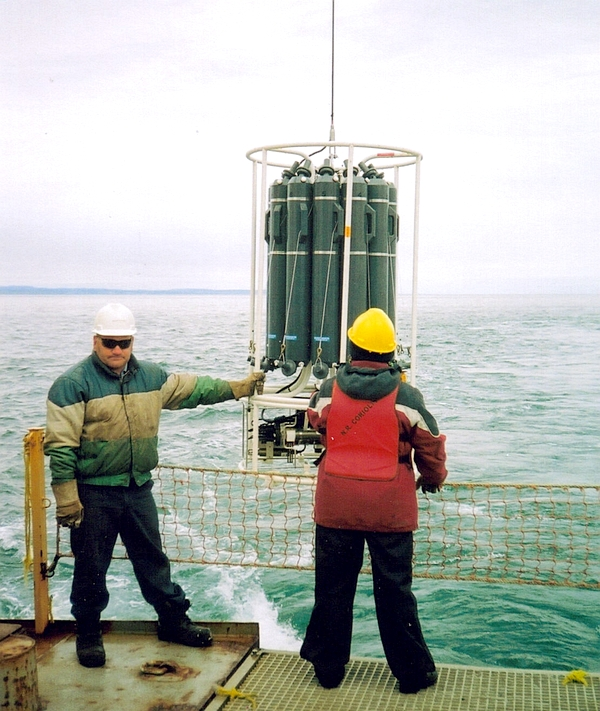
Une rosette avec plusieurs bouteilles de Niskin, à bord du navire Coriolis II

En océanographie, une rosette  (ou rosette de prélèvement) est un barillet portant des bouteilles de prélèvement, (bouteilles de Niskin) qui peuvent être déclenchées de la surface. Ceci permet le prélèvement d'eau à des profondeurs choisies, et éventuellement le déclenchement de systèmes de mesure in situ dont les données peuvent être utilisées pour calibrer ou étalonner les mesures en continu d'une bathysonde fixée sur la même rosette (par exemple, des thermomètres à retournement).